# Rotraut Wisskirchen
Rotraut Wisskirchen (* 23. Juni 1936 in Hagen; † 1. August 2018 in Bonn) war eine deutsche Christliche Archäologin und Hochschullehrerin.
Rotraut Wisskirchen studierte in München und Bonn Jura; anschließend arbeitete sie 1965 bis 1967 als Juristin im Bundesministerium für Wohnungswesen und Städtebau. Sie war mit dem Juristen Alfred Wisskirchen verheiratet; ihre beiden Töchter (* 1966 und 1968) sind ebenfalls Juristinnen.
1981 begann sie an der Universität Bonn mit dem Studium der Christlichen Archäologie, Alten Kirchengeschichte und Patrologie, das sie 1989 bei Josef Engemann mit der Promotion abschloss. Thema der Dissertation war Das Mosaikprogramm von S. Prassede in Rom. Ikonographie und Ikonologie. Von 1989 bis 2017 nahm sie kontinuierlich Lehraufträge an den Universitäten Bonn, Mainz, Köln, Bochum und Wuppertal wahr. Durch regelmäßige jährliche Exkursionen zu den archäologisch relevanten Stätten sorgte sie dafür, dass die Studenten die Schauplätze der spätantiken Geschichte in Südeuropa und im Nahen Osten aus eigener Anschauung kennenlernten. Im Jahr 2000 ernannte die Katholisch-Theologische Fakultät der Universität Bochum sie – als zweite Frau und erste Protestantin – zur Honorarprofessorin. Im August 2010 wurde ihr das Verdienstkreuz am Bande des Verdienstordens der Bundesrepublik Deutschland verliehen.

## Veröffentlichungen (Auswahl)
- Das Mosaikprogramm von S. Prassede in Rom. Ikonographie und Ikonologie, Aschendorff, Münster 1990 (Jahrbuch für Antike und Christentum. Ergänzungsband, Bd. 17) ISBN 3-402-08530-5
- Spiegel einer Wissenschaft. Zur Geschichte der christlichen Archäologie vom 16. bis 19. Jahrhundert dargestellt an Autoren und Büchern. Eine Ausstellung des Christlich-Archäologischen Seminars in der Universitätsbibliothek Bonn, September–Dezember 1991 (Hrsg. mit Michael Schmauder), Christlich-Archäologisches Seminar, Bonn 1991
- Die Mosaiken der Kirche Santa Prassede in Rom, von Zabern, Mainz 1992 (Antike Welt. Sonderheft/Zaberns Bildbände zur Archäologie) ISBN 3-8053-1318-7